# Trojany (Dąbrówka)
Trojany ist ein Dorf der Gemeinde Dąbrówka im Powiat Wołomiński in der Woiwodschaft Masowien, Polen.
Von 1975 bis 1998 gehörte das Dorf zur Woiwodschaft Ostrołęka.